# WMRO – Bułgarski Ruch Narodowy

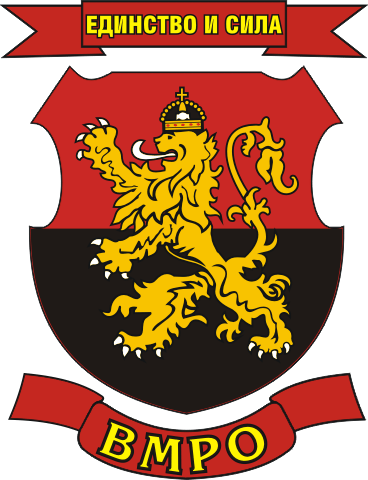
Logo WMRO-BND

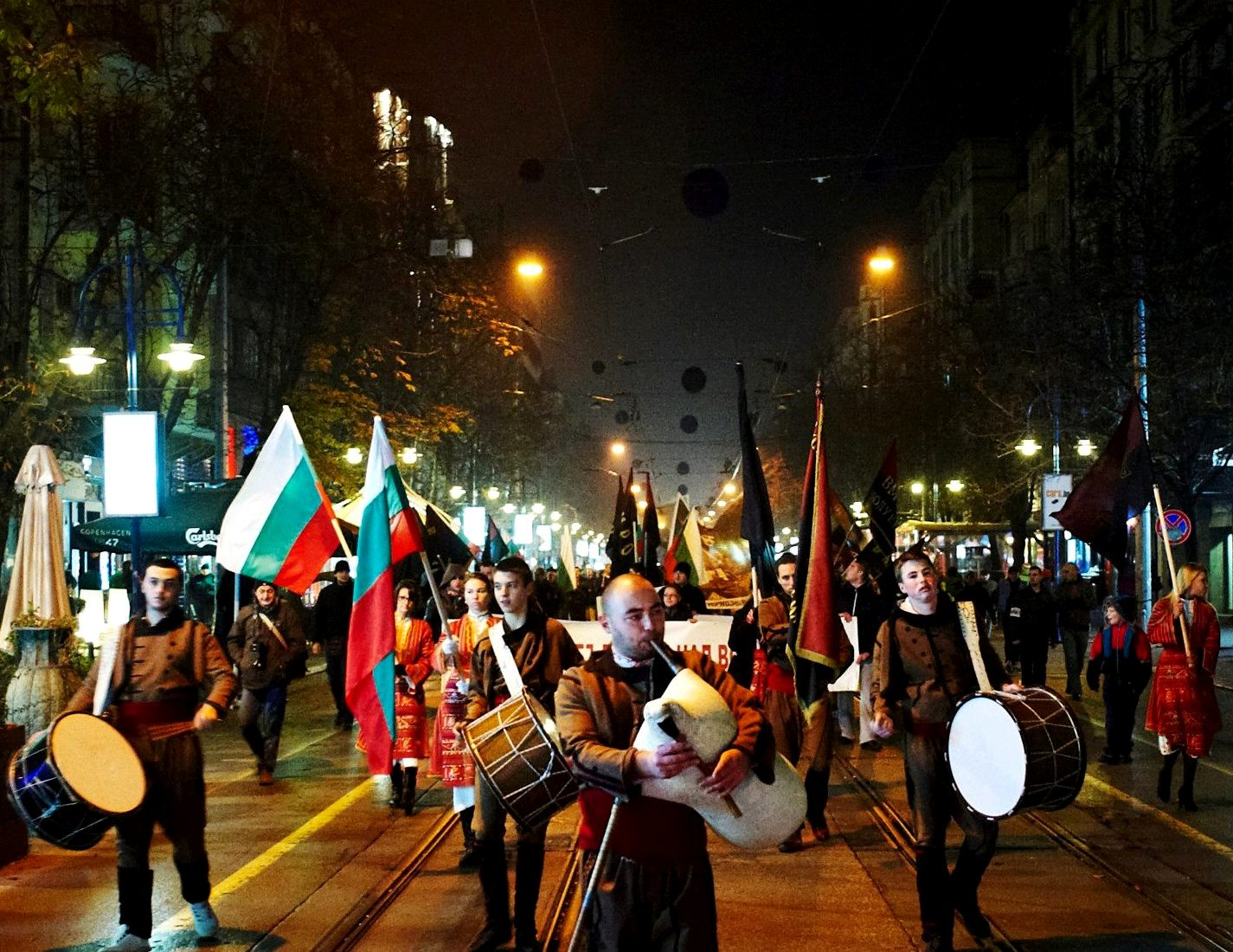
Pochód zwolenników WMRO, 27 listopada 2012

WMRO – Bułgarski Ruch Narodowy (bułg. ВМРО – Българско национално движение, WMRO-BND) – bułgarska partia polityczna o profilu nacjonalistycznym.

## Historia
Ugrupowanie powstało na kongresie w dniach 15 i 16 grudnia 1989 jako WMRO-SMD, przekształcone w WMRO-BND zostało w 1999. Akronim stanowiący pierwszą część nazwy stał się nawiązaniem do Wewnętrznej Macedońskiej Organizacji Rewolucyjnej (WMRO), powstałej pod koniec XIX wieku organizacji rewolucyjnej dążącej do wyzwolenia Słowian z Macedonii i Tracji spod tureckiego panowania.
Partia należała do Zjednoczonych Sił Demokratycznych, w latach 90. uzyskiwała z list koalicji po dwa mandaty do Zgromadzenia Narodowego 37. i 38. kadencji. W 2001 startowała bez powodzenia samodzielnie, a w 2005 w ramach Bułgarskiego Związku Ludowego (wprowadzając do parlamentu 40. kadencji 5 przedstawicieli). W 2009 nacjonaliści ponownie znaleźli się poza parlamentem. Od połowy lat 90. jej liderem był Krasimir Karakaczanow.
Przed wyborami europejskimi w 2014 partia weszła w skład koalicji skupionej wokół nowo powstałej Bułgarii bez Cenzury Nikołaja Barekowa. W głosowaniu z 25 maja 2014 wspólna lista uzyskała 10,7% głosów, wprowadzając do Parlamentu Europejskiego VIII kadencji dwóch swoich przedstawicieli, w tym wiceprzewodniczącego WMRO-BND Angeła Dżambazkiego. Przed przedterminowymi wyborami krajowymi z października 2014 ruch dołączył do nowej koalicji pod nazwą Front Patriotyczny. W kolejnych wyborach z marca 2017 partia startowała w ramach koalicji Zjednoczeni Patrioci, uzyskując drugi raz z rzędu poselską reprezentację i dołączając do koalicji rządzącej.
W wyborach europejskich w 2019 partia wystawiła odrębną listę, która otrzymała 7,4% głosów i dwa mandaty. W wyborach w kwietniu 2021 ruch poparło 3,6% głosujących, co nie wystarczyło do przekroczenia progu wyborczego. W wyborach w lipcu tegoż roku partia startowała w koalicji z NFSB i Wolą, która z wynikiem 3,1% głosów również nie uzyskała poselskiej reprezentacji. W kolejnych wyborach z listopada 2021 partię poparło 1,1% głosujących.
W 2022 Krasimir Karakaczanow ustąpił z funkcji przewodniczącego ugrupowania, na czele którego stanęło troje współprzewodniczących. W wyborach parlamentarnych w tym samym roku ruch kolejny raz nie przekroczył wyborczego progu (z wynikiem 0,8% głosów), pozostając w kolejnych latach również poza parlamentem. W 2024 Krasimir Karakaczanow powrócił na stanowisko jej przewodniczącego.